# Тафеа
Тафеа — провінція держави Вануату, що займає територію островів Танна, Аніва, Футуна, Ерроманго, Анейтюм, за першими літерами назв яких провінція й отримала своє найменування. Населення становить 32 540 чоловік (2009), площа 1 628 км². Адміністративний центр провінції — місто Ісангел (на острові Танна).
Всі острови провінції, за винятком островів Аніва, Футуна відносять до Меланезії, однак ці останні — до Полінезії.